# Barri de Liniers
Liniers és un dels 48 barris legalment reconeguts de la Ciutat Autònoma de Buenos Aires i es troba en la Comuna 9. Està situat en l'oest de la ciutat, té una superfície de 5,4 km² i limita al sud amb Mataderos, a l'est amb Villa Luro, a l'oest amb Lomas del Mirador i Ciudadela i al nord amb Versalles.
Dins dels seus límits hi ha el Club Atlético Vélez Sarsfield i el santuari de San Cayetano. Liniers està habitat fonamentalment per famílies de classe mitjana. Hi ha un centre comercial i compta a més amb zones comercials sobretot regentades per persones d'ascendència boliviana, i, en menor mesura, a la peruana.
El nom del barri prové de l'estació del ferrocarril, que va ser denominada així el 18 de desembre de 1872 i que, al seu torn, prové de l'homenatge a Santiago de Liniers, militar espanyol nascut a França que va tenir un paper predominant en la reconquesta de Buenos Aires durant les invasions angleses i que després va jugar en contra dels revolucionaris americans.

## Comerç

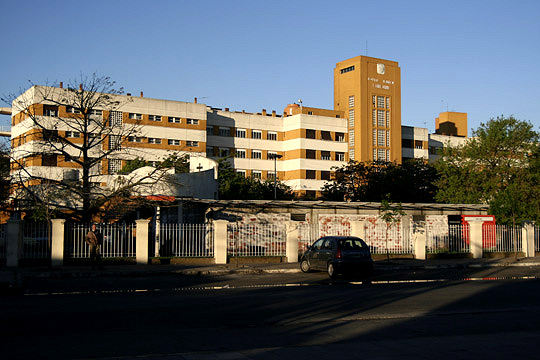
Hospital Santojanni

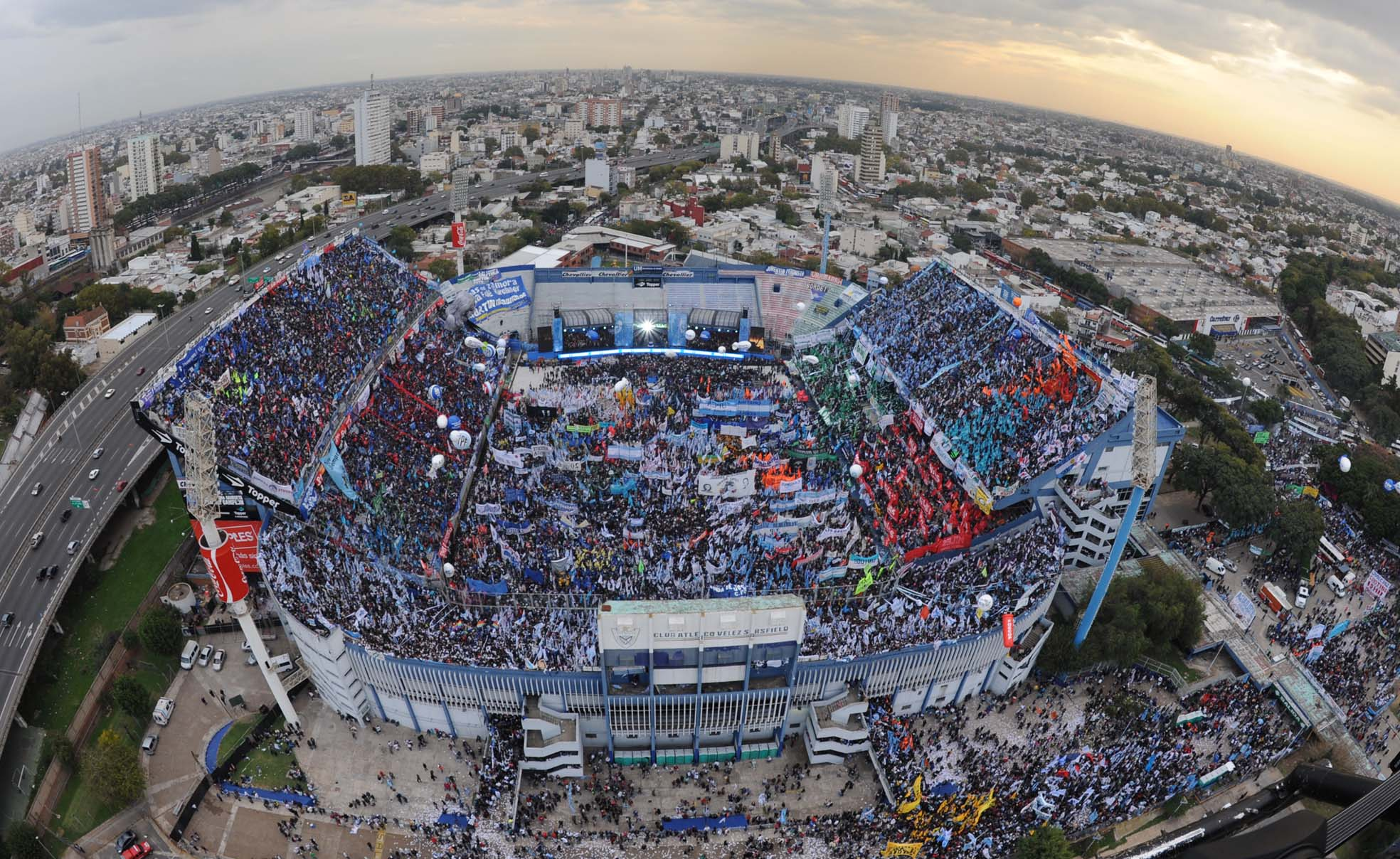
Estadi del Vélez Sársfield

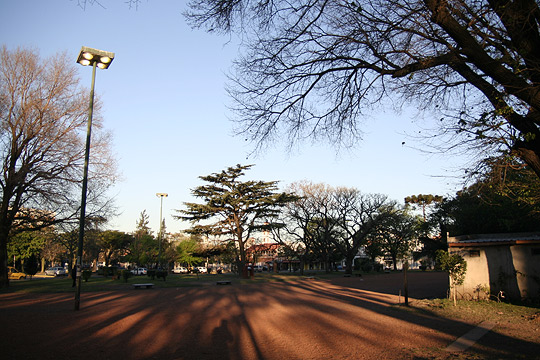
Plaza Martín Irigoyen

Amb l'estació de ferrocarril com a nucli, el barri posseeix un dels centres de transbord de passatgers més importants de Buenos Aires, ja que actua com a porta de la zona oest del Gran Buenos Aires cap al centre de la ciutat. Entorn l'estació i l'Avinguda Rivadavia es desenvolupa una important zona comercial, on a més es troba el Plaza Liniers Shopping, un important centre comercial. Durant la dècada de 1990 s'incrementà gradualment la presència de la comunitat boliviana i peruana en la zona pròxima a l'Estació Liniers, fonamentalment sobre els carrers Ramón L. Falcón i Montiel on s'han obert gran quantitat de negocis per part de membres d'aquestes col·lectivitats i els caps de setmana es transforma en un lloc de reunió i referència per a molts immigrants de la zona de l'altiplà.

## Tallers ferroviaris i urbanització

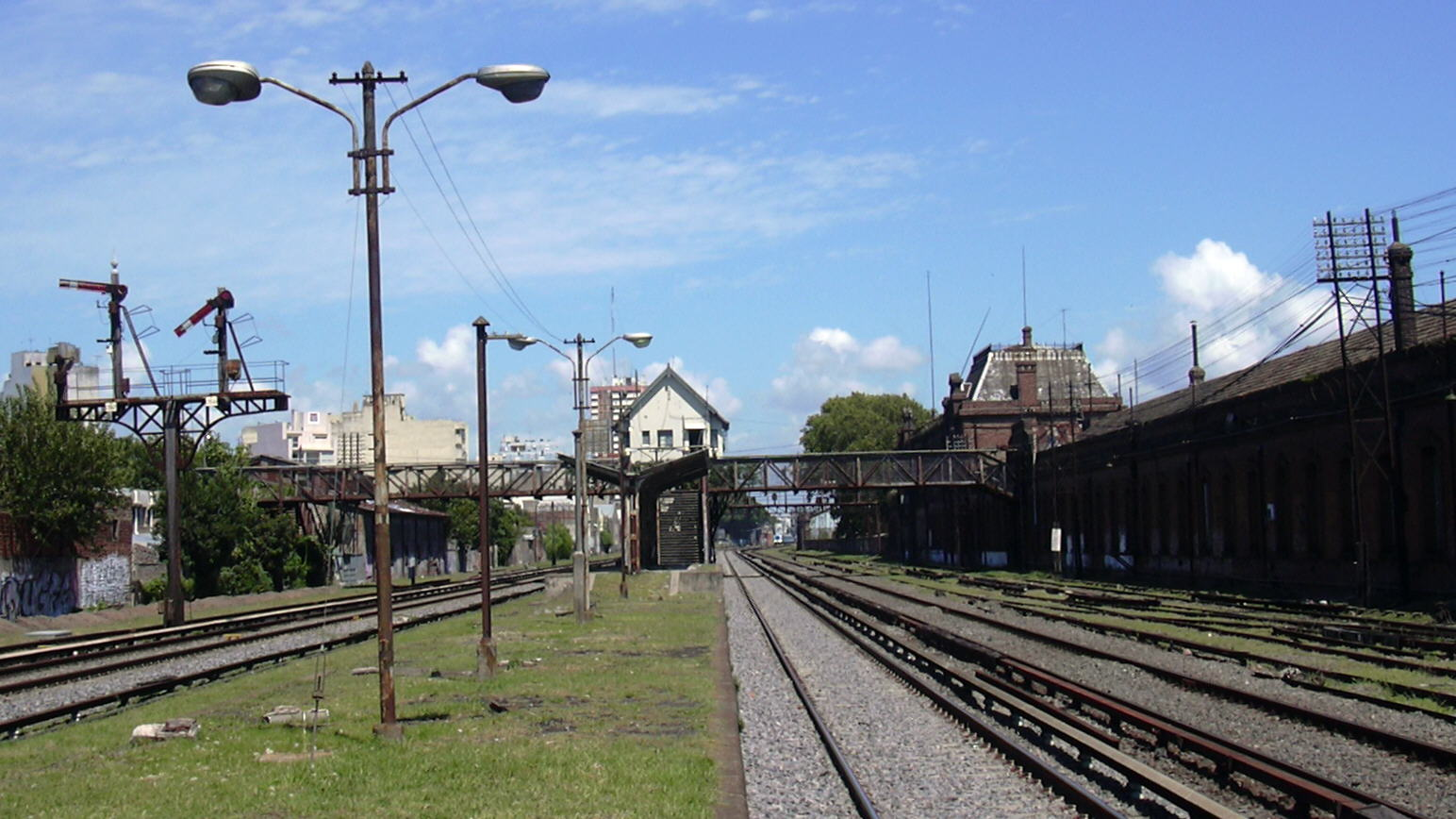
Apeadero Talleres

En 1904 es va produir la instal·lació dels tallers ferroviaris del Ferrocarril de l'Oest, entre les estacions Liniers i Villa Luro. Part dels antics terrenys foren cedits al Club Atlético Vélez Sársfield, i una altra part va ser ocupada pel Barri Kennedy en els anys '60. Es tracta d'un predi de més de 30 hectàrees. Malgrat nombrosos plans per a l'aprofitament de les terres, cap va ser concretat en les últimes dècades.

En 2012 el Govern Nacional va anunciar el Pla PROCREAR per a crèdits hipotecaris d'habitatge i projectes d'urbanització en terres fiscals de l'Estat, entre elles diverses platges ferroviàries a Buenos Aires. Aquest mateix any, es va llançar el Concurs de Projectes per a dissenyar i traçar el nou barri residencial en part dels terrenys de Liniers, deixant part del predi amb els seus edificis originals, que s'utilitzarien amb finalitats culturals i educatius.
- Club Atlético Vélez Sarsfield (Av. Juan B Justo al 9200) hi té la seva seu principal i l'Estadi José Amalfitani, amb una capacitat de 49.540 espectadors. Fou sub-seu del Mundial del 78 i seu de la Copa Mundial de Futbol Sub-20 del 2001. És usat en partits de futbol, rugbi, esdeveniments socials i artísticos.
- Club Juventud de Liniers (Montiel 1174), club de barri on el 1953 es formà la murga "Los Mocosos de Liniers".[10][11]
- La Calesita de Don Luis, que des del 1920 funciona en una finca situada al c. Ramón L. Falcón cant. Miralla, prop del límit amb el barri de Villa Luro.[12] Funciona al pati de la casa de la família Rodríguez.[13][12]
- Centro Cultural Elías Castelnuovo, centre cultural ubicat al carrer Montiel 1041.
- Asociación de Fomento Santiago de Liniers,[14]  ubicat en Caaguazú 6151.
- Club Liniers. Conegut pels veins del barri com "El club Palmar", ubicat al Palmar 7035.
- Bochin Club Liniers, ubicat a Cnel. Ramón L. Falcón 6469.
- Corporación Sarmiento. Existent des de 1928. Està ubicada a Timoteo Gordillo 475[15]
- Institut Nuestra Señora de Las Nieves[16]

## Personatges famosos
Com en tota ciutat densament poblada el barri ha donat diverses personalitats vinculades amb el barri. Alguns vinculats a les arts o l'esport. Entre altres es poden esmentar els següents:
- Marilina Ross, cantautora i actriu argentina
- Personalitat Destacada de la Cultura Portenya 2013: Agustín "Tinti" Fernández murguero, integrant de "Els Mocosos de Liniers".[18]

Ciutadans Il·lustres de la Ciutat de Buenos Aires
- 2002: Alfredo Alcón actor de teatre i televisió.[19]
- 2004: Pérez Celis artista plàstic, amb més de 5000 obres a l'Argentina i el món.[20]
- 2009: Marilina Ross actriu i cantant.[21]

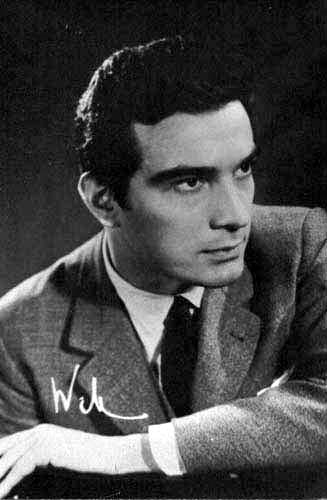
Alfredo Alcón
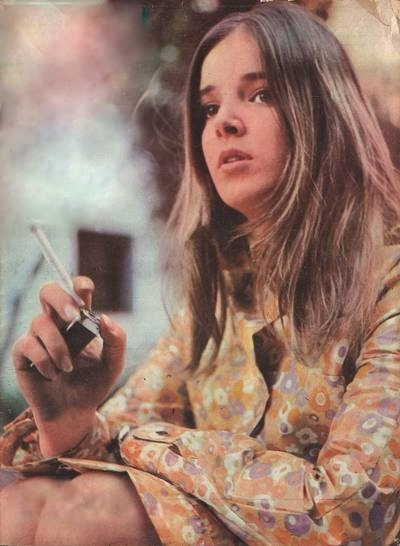
Marilina Ross